# Trượt băng nghệ thuật tại Thế vận hội Mùa đông 2018 - Vòng loại
Dưới đây là quy tắc xét tư cách tham dự môn trượt băng nghệ thuật tại Thế vận hội Mùa đông 2018.

## Quy tắc
Có 148 suất tham dự đại hội. Một quốc gia có thể có tối đa 18 người (tối đa 9 nam hoặc 9 nữ. Ngoài ra có thể có thêm 10 suất dành riêng cho nội dung đồng đội. Nếu các suất bổ sung trên không được sử dụng, chủ nhà Hàn Quốc có thể sử dụng để cử vận động viên ở mỗi nội dung, trừ nội dung đồng đội.

### Tư cách thí sinh
Mỗi quốc gia tự chọn thí sinh tham dự Olympic, với tối đa là ba người trên một phân môn.
Theo quy định của ISU, các quốc gia phải lựa chọn vận động viên từ những người đã đạt đủ điểm thành phần kỹ thuật tối thiểu (TES) tại một giải đấu quốc tế được ISU công nhận trước 29 tháng 1 năm 2018.

### Tư cách quốc gia
Số suất của mỗi quốc gia tại Thế vận hội do IOC quyết định. Trong 148 suất, sẽ có 30 người trong phân môn đơn nam và nữ, 20 đôi, và 24 đội thi khiêu vũ trên băng. Cùng với đó là 10 quốc gia trong nội dung đồng đội.
Các quốc gia có thể giành vé dự Olympic Mùa đông 2018 theo hai cách. Hầu hết các suất đến từ kết quả của Giải vô địch trượt băng nghệ thuật thế giới 2017, trong đó mỗi quốc gia có tối đa ba người trên một phân môn.

## Các quốc gia vượt qua vòng loại
| Quốc gia                     | Đơn nam | Đơn nữ | Trượt băng đôi | Khiêu vũ băng | Bổ sung | Cúp đồng đội | VĐV |
| ---------------------------- | ------- | ------ | -------------- | ------------- | ------- | ------------ | --- |
| Úc                           | 1       | 1      | 1              | 0             |         |              | 4   |
| Áo                           | 0       | 0      | 1              | 0             |         |              | 2   |
| Bỉ                           | 1       | 1      | 0              | 0             |         |              | 2   |
| Brasil                       | 0       | 1      | 0              | 0             |         |              | 1   |
| Canada                       | 2       | 3      | 3              | 3             |         | X            | 17  |
| Trung Quốc                   | 2       | 1      | 3              | 1             |         | X            | 11  |
| Cộng hòa Séc                 | 1       | 0      | 1              | 1             |         |              | 5   |
| Phần Lan                     | 0       | 1      | 0              | 0             |         |              | 1   |
| Pháp                         | 1       | 1      | 1              | 2             |         | X            | 8   |
| Gruzia                       | 1       | 0      | 0              | 0             |         |              | 1   |
| Đức                          | 1       | 1      | 2              | 1             |         | X            | 8   |
| Anh Quốc                     | 0       | 0      | 0              | 1             |         |              | 2   |
| Hungary                      | 0       | 1      | 0              | 0             |         |              | 1   |
| Israel                       | 2       | 0      | 1              | 1             | 1       | X            | 7   |
| Ý                            | 1       | 2      | 2              | 2             |         | X            | 11  |
| Nhật Bản                     | 3       | 2      | 1              | 1             |         | X            | 9   |
| Kazakhstan                   | 1       | 2      | 0              | 0             |         |              | 3   |
| Latvia                       | 1       | 1      | 0              | 0             |         |              | 2   |
| Malaysia                     | 1       | 0      | 0              | 0             |         |              | 1   |
| CHDCND Triều Tiên            | 0       | 0      | 1              | 0             |         |              | 2   |
| Philippines                  | 1       | 0      | 0              | 0             |         |              | 1   |
| Ba Lan                       | 0       | 0      | 0              | 1             |         |              | 2   |
| Vận động viên Olympic từ Nga | 2       | 3      | 3              | 2             |         | X            | 15  |
| Slovakia                     | 0       | 1      | 0              | 1             |         |              | 3   |
| Hàn Quốc                     | 1       | 2      | 1              | 1             |         | X            | 7   |
| Tây Ban Nha                  | 2       | 0      | 0              | 1             |         |              | 4   |
| Thụy Điển                    | 0       | 1      | 0              | 0             |         |              | 1   |
| Thụy Sĩ                      | 0       | 1      | 0              | 0             |         |              | 1   |
| Thổ Nhĩ Kỳ                   | 0       | 0      | 0              | 1             |         |              | 2   |
| Ukraina                      | 1       | 1      | 0              | 1             |         |              | 4   |
| Hoa Kỳ                       | 3       | 3      | 1              | 3             |         | X            | 14  |
| Uzbekistan                   | 1       | 0      | 0              | 0             |         |              | 1   |
| Tổng: 32 nước                | 30      | 30     | 22             | 24            | 1       | 10           | 153 |